# 카야 스코델라리오
카야 스코델라리오(영어: Kaya Scodelario, 1992년 3월 13일 ~ )는 잉글랜드(브라질)의 배우이자 모델이다. 하이틴 드라마 《스킨스》의 에피 스토넘 역으로 데뷔하였으며, 영화 《메이즈 러너》의 여주인공 테리사 역, 《캐리비안의 해적: 죽은 자는 말이 없다》의 카리나 역, 《폭풍의 언덕》의 캐서린 언쇼 역으로 출연했다. 2020년 피겨스케이팅을 다룬 넷플릭스 드라마 《스핀 아웃》의 주인공으로 출연하였다.

## 젊은 시절
잉글랜드 웨스트서식스주 헤이워즈히스에서 태어났다. 본명은 카야 로즈 험프리(Kaya Rose Humphrey)였다. 어머니 카치아 스코델라리오(Katia Scodelario)는 이탈리아계 브라질인으로, 1990년 잉글랜드로 이주하였다.영국인 로저 험프리(Roger Humphrey)와 결혼하여 딸 카야를 낳았는데, 카야가 어릴 때 이혼하였다. 이후 카야는 어머니와 함께 살면서, 이후 어머니의 성씨를 쓰게 되었다. 또한 포르투갈어를 유창하게 구사한다. 로저 험프리는 2010년 11월 22일 사망하였다.

## 배우 활동

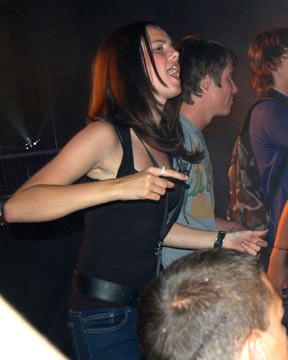
2007년 《스킨스》 관련 행사에서.

### 스킨스
스코델라리오는 만 14세의 나이에 2007년 하이틴 드라마 《스킨스》의 첫 시즌에서 주연급인'에피 스토넘' 역으로 캐스팅되었다. 연기 경험은 전무했으며, 오디션을 보러 도착하자마자 나이가 너무 어려 낙담했다고 한다. 그러나 프로듀서는 계속 말을 하도록 요청했다. 에피 스토넘 역으로 2008년까지 계속 출연했지만 비중은 조연에 머물렀는데, 새 시즌에서 기존 출연진이 교체되면서 그녀는 결국 이후 시리즈의 주인공이 되었다. 《스킨스》는 시즌 4 이후 하차하였다. 스코델라리오의 연기는 비평가들의 호평을 받았고 2009년과 2010년에 TV 퀵 어워즈에서 최우수여우상 후보로 올랐다. 이후 《스킨스》의 마지막 시즌인 시즌 7에서 에피 역으로 다시 출연하여, 성인이 되어 힘겨운 삶을 살아가는 에피 역을 연기했다.

### 영화 데뷔
2009년 SF 스릴러 영화 《더 문》으로 영화에 진출하였다. 《더 문》은 선댄스 영화제에서 첫 상영 되어 찬사를 받았다. 두 번째 영화인 2010년작 《샤크》에서는 10대 소녀 '타샤' 역으로 나왔다. 같은 해 동명의 영화를 리메이영화 《타이탄》에서 '페셋' 역할을 연기했다.
스코델라리오는 이전에 모델스 1와 계약하였고, 〈틴 보그〉, 〈나일론〉, 〈인스타일〉, 〈엘르 UK〉, 〈데이즈드 앤 컨퓨즈드〉, 〈보그〉와 〈아이-디〉를 포함한 여러 잡지의 모델로 등장했다. 그리고 영국 뮤지션 플랜 B의 "Stay Too Long", "She Said", "Love Goes Down", "Writing's on the Wall"의 뮤직 비디오에 출연했다. 또 더 러스킨스의 "Old Isleworth"와 로비 윌리엄스의 2012년 싱글 "Candy"의 뮤직 비디오에도 출연했다.
2010년 4월, 스코델라리오는 앤드리아 아널드 감독의 영화 《폭풍의 언덕》에서 주인공 캐서린 언쇼 역에 캐스팅되었다. 주요 촬영은 2010년 9월에 시작하여 11월에 끝났다. 《폭풍의 언덕》은 2011년 9월 베니스 국제영화제에서 공개되어, 호평을 받았다. 영화 매거진 플레이리스트는 스코델라리오의 캐서린을 "비통한 계시(heart-wrenching revelation)"라고 묘사했다. 《폭풍의 언덕》은 이외에도 토론토 국제영화제를 포함한 여러 영화제에 초청되었고, 런던 영화제와 2012년 선댄스 영화제에서 상영되었다. 영국 현지에서는 2011년 11월 11일 개봉했다.
2011년 스코델라리오는 더 많은 작품에 출연했다. 먼저 영국 스릴러 영화 《투웬티8k》에서 '샐리 위버' 역할을 연기했다. 영화는 2011년 3월과 4월 6주 동안 촬영이 지속 되었고, 영화는 2012년 9월 개봉했다. 6월 말, 스코델라리오는 영화 《나우 이즈 굿》에서 다코타 패닝과 함께 출연했다. 《나우 이즈 굿》은 제니 다우넘의 소설 《비포 아이 다이》가 원작이며, 백혈병에 걸린 시한부 소녀가 죽기 전에 할 일들의 목록을 작성하는 이야기를 담고 있다. 스코델라리오는 주인공의 친구 '조이' 역을 맡았다. 제작은 7월부터 8월까지 7주 동안 진행되었다. 9월 말, 스코델라리오는 BBC 원 채널 드라마 《트루 러브》에 출연했다. 이 드라마는 5 가지의 독립된 에피소드 다섯 편이 방영되었는데, 스코델라리오는 세 번째 편의 '캐런' 역할을 맡아 선생님(빌리 파이퍼 분)을 연모하는 소녀를 연기했다. 에피소드는 2012년 6월 19일에 방영되었다.

### 미국 진출

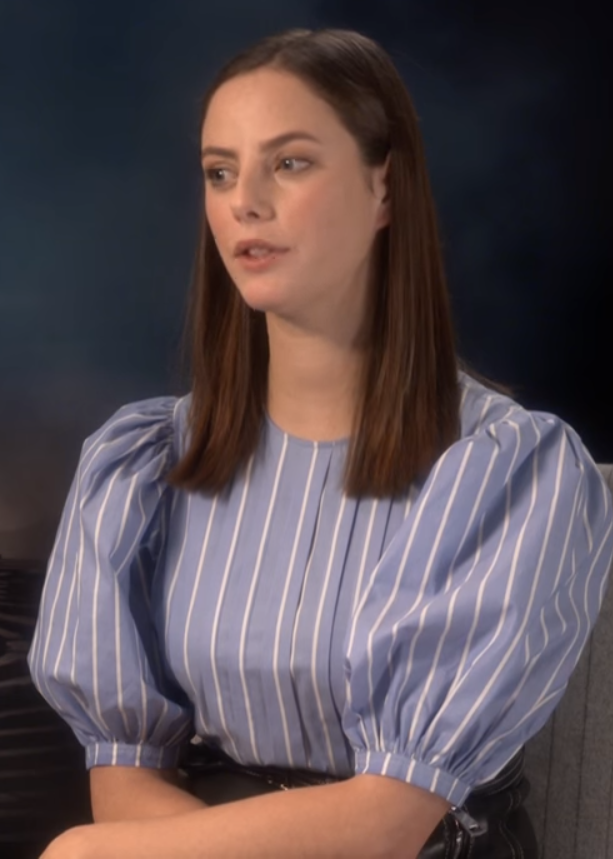
2018년 모습

2012년 1월, 영화 《트루스 어바웃 엠마누엘》의 주인공 '엠마누엘'로 캐스팅되었다. 첫 미국 영화로, 영화 촬영을 위해 로스앤젤레스로 이동했다. 극중 이웃의 린다(제시카 비엘)의 아기가 진짜 아기가 아니라 인형이란 사실에 충격을 받고 그 아이를 돌보는 17세의 베이비시터를 연기했다. 영화는 2014년 1월 10일 재개봉되었다. 같은 해 4월 당시 남자친구였던 엘리엇 티튼서가 출연한 영화 《스파이크 아일랜드》의 촬영장에 방문하면서 카메오로 출연하였다. 대한민국의 주얼리 브랜드 제이에스티나(J. Estina)의 광고 캠페인에 출연하였고, 스코델라리오는 김수현과 함께 촬영하였다. 김수현은 스코델라리오를 이상형이라고 밝힌 바가 있다. 9월 로비 윌리엄스의 9 번째 정규 앨범의 리드 싱글 "Candy"의 뮤직 비디오에 출연했다. 이듬해 채널 4의 4부작 드라마 《사우스클리스》에 출연했다.
2013년 4월, 스코델라리오는 영화 《메이즈 러너》에서 여주인공 '테리사' 역으로 출연했다. 그녀의 첫 프랜차이즈 영화이다 영화는 2014년 9월에 개봉했다. 같은 해 스릴러 영화 《타이거 하우스》에 출연했다. 스코델라리오는 영화 《더 문 앤 더 선》에 '마리-조제프' 역할에 캐스팅 되어, 2015년에 개봉했다. 《메이즈 러너》의 속편 《메이즈 러너: 스코치 트라이얼》이 2015년 9월 18일에 개봉했다.
2017년 캐리비안의 해적 시리즈 5탄 《캐리비안의 해적: 죽은 자는 말이 없다》에 여주인공 역으로 캐스팅되었다.
2018년 12월 넷플릭스에서 방영되는 피겨스케이팅 소재 드라마 《스핀 아웃》의 주인공 '캣 베이커' 역으로 캐스팅되었다. 본래는 에마 로버츠가 내정되었으나 10월경 하차하고 스코델라리오로 교체된 것이다. 드라마는 2020년 1월 1일 공개되었다.

## 사생활
스코델라리오는 인터뷰를 통해, 《스킨스》에서 만난 잭 오코널과 교제했다고 밝혔다. 2009년 6월 결별하였고 현재는 좋은 친구로 지낸다고 언급했다. 오코널과 결별 후 2009년 말부터 배우 엘리엇 티튼서와 연인이 되었으나, 2014년 초에 헤어졌다. 2010년 티튼서가 무보험 자동차를 운전하다가 남자아이를 쳐 실명케 한 사건이 있었을 때, 스코델라리오가 남자친구를 변호했다.
이후, 스코델라리오는 영화 《더 문 앤 더 선》에서 만난 벤저민 워커와 교제하기 시작했다. 2014년 12월 28일에 약혼했고,2015년 12월 결혼식을 올렸다. 2016년 11월 부부는 아들을 출산했다. 배우 대니얼 컬루야가 아들의 대부이다.
2008년부터 2010년, 스코델라리오는 평소 "여성은 독립적이고 강해야 한다"라고 말하며, 북런던에서 혼자 살았다. 또한 스코델라리오는 난독증을 앓고 있음을 밝혔다.
2010년 영국 판 "FHM의 세계에서 가장 섹시한 여자 100인"에 13위로 선정됐다.

## 출연 작품

### 영화
| 연도 | 제목                                 | 원제                                             | 배역                | 비고      |
| ---- | ------------------------------------ | ------------------------------------------------ | ------------------- | --------- |
| 2009 | 더 문                                | The Moon                                         | 이브 벵             |           |
| 2010 | 타이탄                               | Clash of the Titans                              | 페셋                |           |
| 2010 | 샤크                                 | Shank                                            | 타샤                |           |
| 2011 | 폭풍의 언덕                          | Wuthering Heights                                | 캐서린 언쇼         |           |
| 2012 | 나우 이즈 굿                         | Now Is Good                                      | 조이                |           |
| 2012 | 투웬티8k                             | Twenty8k                                         | 샐리 위버           |           |
| 2012 | 스파이크 아일랜드                    | Spike Island                                     | 티셔츠 판매원       | 카메오    |
| 2013 | 트루스 어바웃 엠마누엘               | The Truth About Emanuel                          | 엠마누엘            |           |
| 2013 | 인비저블                             | Invisible                                        | 로라                |           |
| 2013 | 워킹 스토리즈                        | Walking Stories                                  | 사라 캠벨           |           |
| 2014 | 메이즈 러너                          | The Maze Runner                                  | 테리사              |           |
| 2014 | 타이거 하우스                        | Tiger House                                      | 켈리                |           |
| 2014 | 어 플래 포 그림스비                  | A Plea for Grimsby                               | 존의 여자친구       | 단편 영화 |
| 2015 | 메이즈 러너: 스코치 트라이얼         | Maze Runner: The Scorch Trials                   | 테리사              |           |
| 2017 | 캐리비안의 해적: 죽은 자는 말이 없다 | Pirates of the Caribbean: Dead Men Tell No Tales | 카리나 스미스       |           |
| 2017 | 메이즈 러너: 데스 큐어               | Maze Runner: Death Cure                          | 테리사              |           |
| 2019 | 나는 악마를 사랑했다                 | Extremely Wicked, Shockingly Evil and Vile       | 캐럴 앤 분          |           |
| 2019 | 크롤                                 | Crawl                                            | 헤일리 켈러         |           |
| 2021 | 레지던트 이블: 라쿤시티              | Resident Evil                                    | 클레어 레드필드     |           |
| 미정 | 왕의 딸                              | The King's Daughter                              | 마리조제프 달랑베르 |           |

### 텔레비전
| 연도          | 제목         | 원제           | 배역                     | 비고                                |
| ------------- | ------------ | -------------- | ------------------------ | ----------------------------------- |
| 2007-10, 2013 | 스킨스       | Skins          | 엘리자베스 "에피" 스토넘 | 주연 (26 에피소드)                  |
| 2012          | 트루 러브    | True Love      | 캐런                     | "Holly", "Adrian" 2개 에피소드 출연 |
| 2013          | 사우스클리프 | Southcliffe    | 애나                     | 미니시리즈                          |
| 2020          | 스핀 아웃    | Spinning Out   | 캣 베이커                | 주인공                              |
| 2020          | 창백한 말    | The Pale Horse | 허미아 레드클리프        | 미니시리즈                          |

### 웹
| 연도 | 제목          | 원제            | 배역      | 비고       |
| ---- | ------------- | --------------- | --------- | ---------- |
| 2013 | 워킹 스토리즈 | Walking Stories | 세라 캠벨 | 8 에피소드 |

### 뮤직 비디오
| 년도 | 곡 (제목)               | 가수          |
| ---- | ----------------------- | ------------- |
| 2009 | "Stay Too Long"         | 플랜 B        |
| 2010 | "She Said"              | 플랜 B        |
| 2010 | "Old Isleworth"         | 더 러스킨스   |
| 2010 | "Love Goes Down"        | 플랜 B        |
| 2011 | "Writing's on the Wall" | 플랜 B        |
| 2012 | "Candy"                 | 로비 윌리엄스 |

## 수상 및 후보
| 년도 | 상                                                       | 부분 | 작품                                 | 결과 |
| ---- | -------------------------------------------------------- | --- | ------------------------------------ | ---- |
| 2008 | 몬테-카를로 텔레비전 페스티벌 (골든 님프)                | 최우수 여자배우상 - 드라마 시리즈 부문                                                                                 | 스킨스                               | 후보 |
| 2009 | TV 퀵 어워즈                                             | 최우수 여자배우상 | 스킨스                               | 후보 |
| 2010 | TV 퀵 어워즈                                             | 최우수 여자배우상 | 스킨스                               | 후보 |
| 2010 | 몬테-카를로 텔레비전 페스티벌 (골든 님프)                | 최우수 여자배우상 - 드라마 시리즈 부문                                                                                 | 스킨스                               | 후보 |
| 2012 | 글래머 올해의 여성 어워즈                                | 주목 되는 판도라상 | 폭풍의 언덕                          | 후보 |
| 2012 | 비긴 미디어 무비 어워즈                                  | 네스트 빅 띵 2012 | 빈칸                                 | 후보 |
| 2013 | 비긴 미디어 무비 어워즈                                  | 최우수 여자배우상 | 트루 러브                            | 후보 |
| 2013 | 애쉬랜드 인디펜던트 영화 페스티벌 (애쉬랜드 독립 영화상) | 최우수 연기 앙상블상: 장편 영화 부문 (제시카 비엘, 알프리드 몰리나, 프란시스 오코너, 지미 심슨, 아뉴린 바나드와 함께 ) | 트루스 어바웃 엠마누엘               | 수상 |
| 2014 | 글래머 올해의 여성 어워즈                                | UK TV 여자배우상 | 스킨스 / 사우스클리스                | 후보 |
| 2015 | 글래머 올해의 여성 어워즈                                | 네스트 브레이크스루상                                                                                                  | 메이즈 러너                          | 후보 |
| 2015 | 틴 초이스 어워즈                                         | 초이사 무비: 액션/어드벤쳐 부문 여자배우상                                                                             | 메이즈 러너                          | 후보 |
| 2015 | 카프리쵸 어워즈                                          | 최우수 해외여자배우상                                                                                                  | 메이즈 러너                          | 후보 |
| 2016 | 틴 초이스 어워즈                                         | 초이사 무비: 액션/어드벤쳐 부문 여자배우상                                                                             | 메이즈 러너: 스코치 트라이얼         | 후보 |
| 2017 | 틴 초이스 어워즈                                         | 초이사 무비: 액션/어드벤쳐 부문 여자배우상                                                                             | 캐리비안의 해적: 죽은 자는 말이 없다 | 후보 |